# Vůz Bdt252, 261, 262 ČD
Vozy Bdt252, číslované v intervalu 50 54 28-19, Bdt261 a Bdt262, obě řady číslované v intervalu 50 54 20-19, jsou řadami velkoprostorových osobních vozů z vozového parku Českých drah. Všechny tyto vozy jsou rekonstrukcemi původních vozů Bt278 a Bt283, které vyrobila v letech 1969 až 1975 moravskoslezská Vagónka Studénka.

## Technické informace
Jsou to neklimatizované osobní vozy se skříní typu UIC-Y o délce 24 500 mm. Mají podvozky VÚKV. Jejich nejvyšší povolená rychlost je 120 km/h.
Vnější nástupní dveře jsou zalamovací, mezivozové jsou manuálně posuvné do strany. Vozy mají polospouštěcí okna. Ve vozech je vybudován prostor pro přepravu jízdních kol anebo dětských kočárků.
Interiéry vozů jsou rozděleny na dva velké velkoprostorové oddíly, z nichž jeden měl původně šest a druhý pět fiktivních oddílů. Při rekonstrukci byl snížen počet sedadel z původních 88 na 52 u vozu Bdt252 a 80 (+ 4 sklopné) u vozů Bdt261 a Bdt262. Všechna nesklopná místa k sezení jsou řešena jako dvojmístné lavice potažené červenou koženkou v uspořádání 2 + 2.
Nátěr je přes okna zelený a zbytek bílý, nově se vozy lakují do modro-bílého stylu od studia Najbrt.

## Vznik vozů
V roce 2002 byl vůz Bt278 č. 085 upraven v ŽOS České Velenice na řadu Bdt252. Z části vozu se šesti fiktivními oddíly byly odstraněny téměř všechny lavice (v této části zůstalo 12 míst k sezení) a místo nich byl vytvořen prostor pro přepravu 16 jízdních kol nebo 12 jízdních kol a čtyř dětských kočárků. Představek vozu přiléhající k této části byl též upraven, mimo jiného zde bylo odebráno WC.
V roce 2008 bylo do vozu Bt278 č. 234 dosazeno osm háků pro přepravu jízdních kol a na jednom představku bylo zrušeno WC. Vůz získal označení Bdt261. V roce 2012 byla v KOS Krnov ještě zrušena jedna umývárna a vůz přešel pod řadu Bdt262. Mezi roky 2007 a 2012 bylo upraveno v ŽOS České Velenice dalších 18 vozů Bt283 na Bdt262.
V roce 2018 byl odstaven a později (pravděpodobně 2020) zrušen vůz Bdt252.

## Provoz
V letošním jízdním řádu 2023/24 se objevily pouze jako náhrada za RegioPantery a vozy jiných řad v Olomouckém kraji. Některé vozy byly převezeny do Lužné u Rakovníka pro možné muzejní účely.